# California Golden Seals
California Golden Seals (en español: Focas Doradas de California) fue un equipo profesional de hockey sobre hielo que existió desde 1967 hasta 1976 y estaba situado en Oakland, California (Estados Unidos). Aunque el equipo se creó en 1967 como una de las seis primeras franquicias de expansión de la National Hockey League, sus orígenes se remontan a San Francisco Seals, un equipo de San Francisco que comenzó a jugar en la Western Hockey League en 1961.
En 1976 los problemas económicos del club, sus malos resultados en liga y la baja asistencia al estadio obligaron a los propietarios de la franquicia a trasladarse a Cleveland (Ohio). El nuevo equipo, Cleveland Barons, tuvo una existencia más breve y en 1978 se fusionó con Minnesota North Stars.

## Historia

### Orígenes de la franquicia
El nacimiento oficial de California Golden Seals se produjo en 1967. Sin embargo, ya existía un equipo de hockey sobre hielo en California con el nombre de Seals -focas- en 1961. En ese año el equipo Winnipeg Warriors, que participaba en la Western Hockey League desde 1957, se trasladó a San Francisco como San Francisco Seals. El club permaneció seis años en esa ciudad hasta que el multimillonario Barry van Gerbig compró la franquicia en 1966, trasladándola a Oakland.
Al mismo tiempo, la National Hockey League -máxima competición de hockey sobre hielo en Norteamérica- estudiaba una expansión de seis a 12 clubes para abrir el campeonato a nuevos mercados y eliminar a la competencia directa. Aunque California no contaba con tradición en el hockey sobre hielo, la NHL se mostró interesada en establecer dos equipos en Los Ángeles y el Área de la Bahía de San Francisco gracias a un lucrativo contrato de televisión con CBS, que retransmitiría partidos y resúmenes en todo Estados Unidos. 

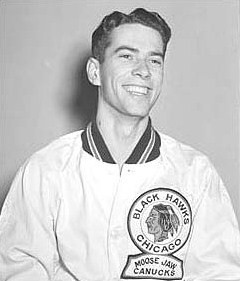
Bert Olmstead fue el primer entrenador de Oakland Seals.

Los dirigentes del campeonato firmaron un acuerdo con Van Gerbig, que obtuvo una de las seis plazas disponibles. Aunque Van Gerbig quiso que el equipo jugara de nuevo en San Francisco por ser una ciudad más importante que Oakland, la imposibilidad de construir un nuevo campo de hockey allí le obligó a quedarse en el Oakland Arena. Después de un breve periodo de tiempo como California Seals, el club cambió su nombre por Oakland Seals. Su primer entrenador sería Bert Olmstead, futuro miembro del Salón de la Fama del Hockey por su carrera como jugador en los años 1950.

### Dificultades
Oakland Seals no tuvo éxito en sus primeros años, y a los malos resultados en la NHL -15 victorias por 42 derrotas y 17 empates en su temporada de debut- había que sumar la asistencia al estadio, muy inferior a lo esperado. Bert Olmstead desveló tras su cese que la cervecera canadiense Labatt había presentado una oferta para trasladar la franquicia a Vancouver. A su vez, también existió la posibilidad de un traslado a Búfalo (Nueva York). Sin embargo, la NHL rechazó la venta a Labatt y cerró cualquier posibilidad de cambio con la concesión de dos franquicias de expansión a ambas ciudades (Vancouver Canucks y Buffalo Sabres).
El equipo californiano cesó a Olmstead y remodeló la plantilla por completo. De este modo, consiguió sus únicas dos clasificaciones para playoff en toda su historia. En la temporada 1967/68 cayeron en primera ronda frente a Los Angeles Kings, mientras que en la campaña 1968/69 hicieron lo propio frente a Pittsburgh Penguins. Pese a que los resultados deportivos eran positivos, los propietarios intentaron por todos los medios un traslado de la franquicia pese a la negativa de la NHL. El caso terminó en los tribunales y no se resolvió hasta 1974, cuando la Justicia falló que la liga no podía restringir la venta de franquicias porque violaría la Ley Sherman.

### Cambio de propietarios
Después de varios intentos fallidos, el propietario Barry van Gerbig vendió Oakland Seals a Charlie Finley, propietario del equipo de béisbol Oakland Athletics, en la temporada 1970/71. Finley cambió el nombre del club por el de California Golden Seals, y cambió los colores del equipo por el verde y amarillo, similares a los de Oakland Athletics. A su vez, el propietario introdujo ofertas para los abonos de temporada y medidas llamativas en la equipación, como patines de colores.
Sin embargo, los cambios introducidos no sirvieron ni para mejorar los resultados deportivos ni para aumentar el interés del público. Los Seals no se clasificaron para el playoff de 1971, y sus resultados deportivos empeoraron cada año. A ello se sumaron malas decisiones a la hora de traspasar jugadores, que debilitaron la plantilla. Los buenos resultados de Los Angeles Kings y la creación de la World Hockey Association con un equipo en California -Los Angeles Sharks- mermaron la asistencia al Oakland Arena, y California Golden Seals entró en números rojos.

### Traslado a Cleveland
Al término de la temporada 1973/74, Golden Seals firmó el peor récord de su historia con 13 victorias, 55 derrotas y 10 empates, finalizando en última posición de su división. Charlie Finley puso a la venta la franquicia, pero al no encontrar compradores se la cedió a la National Hockey League.
En un principio la NHL no quiso trasladar al equipo para no perder aficionados en el norte de California, pero los problemas económicos de la franquicia obligaron a la liga a estudiar cualquier oferta. Los primeros rumores apuntaron a Denver y Seattle como destinos, pero finalmente se logró un acuerdo con el magnate californiano Melvin Swig para comprar el equipo en 1975. Swig pretendía un acuerdo con las autoridades de San Francisco para construir un nuevo estadio y trasladar allí al equipo. Sin embargo, el cambio de gobierno en la ciudad paralizó esa opción.
Aunque el juego de los Seals mejoró, Melvin Swig acordó con la liga el traslado de la franquicia a Cleveland (Ohio) para crear un nuevo club con el nombre de Cleveland Barons. A los dos años, el nuevo equipo se fusionó con Minnesota North Stars por las pérdidas económicas y una asistencia inferior a la registrada en California.
La zona de la Bahía de California no contó con un equipo de hockey sobre hielo hasta la creación de San Jose Sharks en 1991.

## Escudo y equipación
La imagen que California Seals portó en toda su historia fue una foca de color verde y amarillo, que sostenía un stick de hockey sobre hielo. Aunque la foca permaneció en el escudo, éste sufrió modificaciones con el cambio de nombre de la franquicia. En su última temporada, la foca estaba encima de una C grande de color dorado, que simbolizaba a California.
La equipación sufrió múltiples variaciones. Bajo el nombre Oakland Seals los colores del club fueron el azul marino, verde y amarillo. Sin embargo, éstos cambiaron en 1970 tras la compra del club por parte de Charlie Finley, quien implantó una equipación similar a la de su equipo de béisbol Oakland Athletics: verde, dorado y blanco. En los dos últimos años del club se añadió el celeste en la primera equipación.

## Estadio
El campo de juego donde California Golden Seals disputó sus partidos fue Oakland Arena, conocido actualmente como Oracle Arena. Construido en 1966 como un recinto multiusos, podía albergar hasta 15.000 espectadores en los partidos de hockey.
A lo largo de su historia la instalación ha sufrido varias remodelaciones, siendo la más importante una ampliación hasta las 20.000 localidades en la cancha de baloncesto y 17.000 en la de hockey. Actualmente es el campo de los Golden State Warriors, un equipo de baloncesto.

## Jugadores

### Miembros del Salón de la Fama del Hockey
A diferencia de otros clubes desaparecidos, California Golden Seals no contó con números retirados o miembros con premios individuales. Sólo dos jugadores que han formado parte del equipo están presentes en el Salón de la Fama del Hockey:
- Harry Howell (1979). Histórico defensa de New York Rangers, jugó dos años en el equipo de Oakland.
- Bert Olmstead (1985). Fue el primer entrenador de Oakland Seals, aunque no llegó a terminar la temporada. Figura en el Salón de la Fama por su extensa carrera como jugador en Chicago Blackhawks, Montreal Canadiens y Toronto Maple Leafs.